# George Barasa
George Barasa (Nairobi, 1990), conocido por su seudónimo Joji Baro, es un activista, músico, cantante y escritor keniano-canadiense. Conocido por su defensa de las personas queer africanas, Barasa ha trabajado extensamente para crear conciencia sobre los derechos LGBTQIA+ y la prevención del VIH/sida, así como para combatir los prejuicios sociales contra las personas queer.

## Carrera
Barasa se convirtió en una figura clave del activismo LGBTQ+ en Kenia. En 2013 fundó Out in Kenya, una empresa social LGBT+. Posteriormente cofundó la comunidad Cosmopolitan Affirming Church (CAC), la primera iglesia LGTBI formada por un grupo de jóvenes cristianos queer, que muestra que el cristianismo y el colectivo LGBT+ son compatibles. Trabajó con Kuchu Times, una plataforma de noticias LGBTQ+ de Uganda, donde destacó los desafíos que enfrentan las personas queer en toda África, especialmente en regiones con leyes anti-LGBTQ+ vigentes.

### Polémica conThe Star
El 14 de mayo de 2011, The Star, un importante periódico keniano, reveló públicamente la orientación sexual de Barasa y creó falsas acusaciones de que supuestamente salía con un sacerdote católico. Esto desencadenó una reacción significativa, tanto a nivel personal como profesional, ya que Barasa, que en aquel entonces tenía 19 años, fue repudiado por su familia y se enfrentó a una creciente hostilidad por parte de su ciudad, con algunos miembros de su comunidad instando a la violencia en su contra. Barasa declaró que nunca había salido del armario. En respuesta, Barasa también reveló su estado serológico positivo en el canal K24, con el objetivo de crear conciencia sobre el VIH y luchar contra el estigma de la enfermedad como con la homosexualidad. La decisión de Barasa fue innovadora en Kenia, donde las enfermedades de transmisión sexual (ETS) a menudo están vinculadas al escrutinio, especialmente dentro de la comunidad LGBTQ+. En enero de 2023, el videoclip de su salida fue eliminado después de acumular más de 58.000 visitas en YouTube.

### Música
La música de Barasa a menudo incorpora temas como los derechos de las personas queer y sus dificultades cotidianas. Su obra fusiona elementos de la música tradicional keniana con géneros modernos, en particular la música gospel.
El 15 de febrero de 2015, Barasa, bajo el seudónimo de Joji Baro, se unió a la cantante Noti Flow para formar el dúo de hip-hop Art Attack. Lanzaron una versión del sencillo de 2012 «Same Love», del dúo estadounidense de hip-hop Macklemore & Ryan Lewis, con la participación de la cantante y compositora Mary Lambert, bajo el nombre «Same Love (Remix)». El vídeo que acompañaba la canción presentaba a activistas LGBTQ+ de toda África y buscaba desafiar la percepción negativa de las personas queer en el continente. Aunque el vídeo recibió una gran repercusión y fue prohibido a nivel nacional en Kenia, la participación de Barasa resaltó su compromiso con la defensa de los derechos de las personas LGBTQ+ en entornos hostiles.

## Vida personal
Barasa solicitó asilo en Canadá en 2016 debido a las crecientes amenazas que enfrentaba en Kenia por ser abiertamente gay. Anteriormente, había solicitado asilo sin éxito en Sudáfrica. En Canadá, Barasa continuó colaborando con varias organizaciones de refugiados y participó en iniciativas para concienciar sobre los derechos de las personas refugiadas LGBTQ+.
El 26 de junio de 2013, Barasa apareció en la portada de la revista The Wire en su edición de julio/agosto mientras era activista en Out in Kenya. También participó en la exposición fotográfica "El amor no es un crimen: Nuestra lucha en África", realizada por Peter Muller en Bilbao, España, por Amnistía Internacional, y fue nominado y finalista del Premio David Kato Visión y Caleidoscopio Visual 2016.
Barasa trabajó como pasante en el Centro de Derechos Humanos y como gestor de redes sociales en la organización Hombres Africanos por la Salud y los Derechos Sexuales (AMSHeR) en Sudáfrica. Actualmente estudia en la Universidad York en Toronto, Canadá, para su programa de Derechos Humanos y Equidad, y ha sido beneficiario del sitio web canadiense de salud Poz-TO.